# رژ ولپاتو
رژ ولپاتو (انگلیسی: Rej Volpato؛ زادهٔ ۲۷ اوت ۱۹۸۶) بازیکن فوتبال اهل ایتالیا است.
از باشگاه‌هایی که در آن بازی کرده‌است می‌توان به باشگاه فوتبال یوونتوس، باشگاه فوتبال پیاچنزا، باشگاه فوتبال باری، باشگاه فوتبال روبور سیه‌نا، باشگاه فوتبال پادوا، باشگاه فوتبال یو. اس. پرگولیتزه، باشگاه فوتبال آ. ث. لومتزانه، باشگاه فوتبال امپولی، باشگاه فوتبال لیورنو، و باشگاه فوتبال اتلتیکو آرتزو اشاره کرد.